# La sposa Francesca
La sposa Francesa è una commedia scritta da Francesco De Lemene e pubblicata nel 1709, cinque anni dopo la morte dell'autore. Si tratta di un testo abbastanza importante, il primo in dialetto lodigiano moderno e non volgare. Da un punto di vista letterario trattasi di classica commedia nel filone di quelle di Carlo Maria Maggi, amico e ispiratore del De Lemene, che usa una grafia paragonabile a quella milanese.